# Hymenophyllopsis steyermarkii
Hymenophyllopsis steyermarkii là một loài dương xỉ trong họ Cyatheaceae. Loài này được Vareschi mô tả khoa học đầu tiên năm 1966.